# آدم حبيب
آدم حبيب (بالإنجليزية: Adam Habib)‏ هو أكاديمي جنوب أفريقي، ولد في 1965 في بيترماريتزبرغ في جنوب أفريقيا.